# Mario Draghi
Mario Draghi (n. 3 septembrie 1947, Roma, Regatul Italiei) este un economist, bancher și fost înalt funcționar italian. A fost prim-ministrul Italiei între 13 februarie 2021 și 22 octombrie 2022.

## Biografie
Între 1985 și 1990 a fost director executiv al Băncii Mondiale, vicepreședinte pentru Europa al Goldman Sachs între 2002 și 2005, apoi guvernator al Băncii Italiei, între 2006 și 2011. Din 1 noiembrie 2011 până în 31 octombrie 2019 a fost președinte al Băncii Centrale Europene (BCE). Din 13 februarie 2021 până la 22 octombrie 2022, a fost prim-ministrul Italiei.

## Galerie de imagini

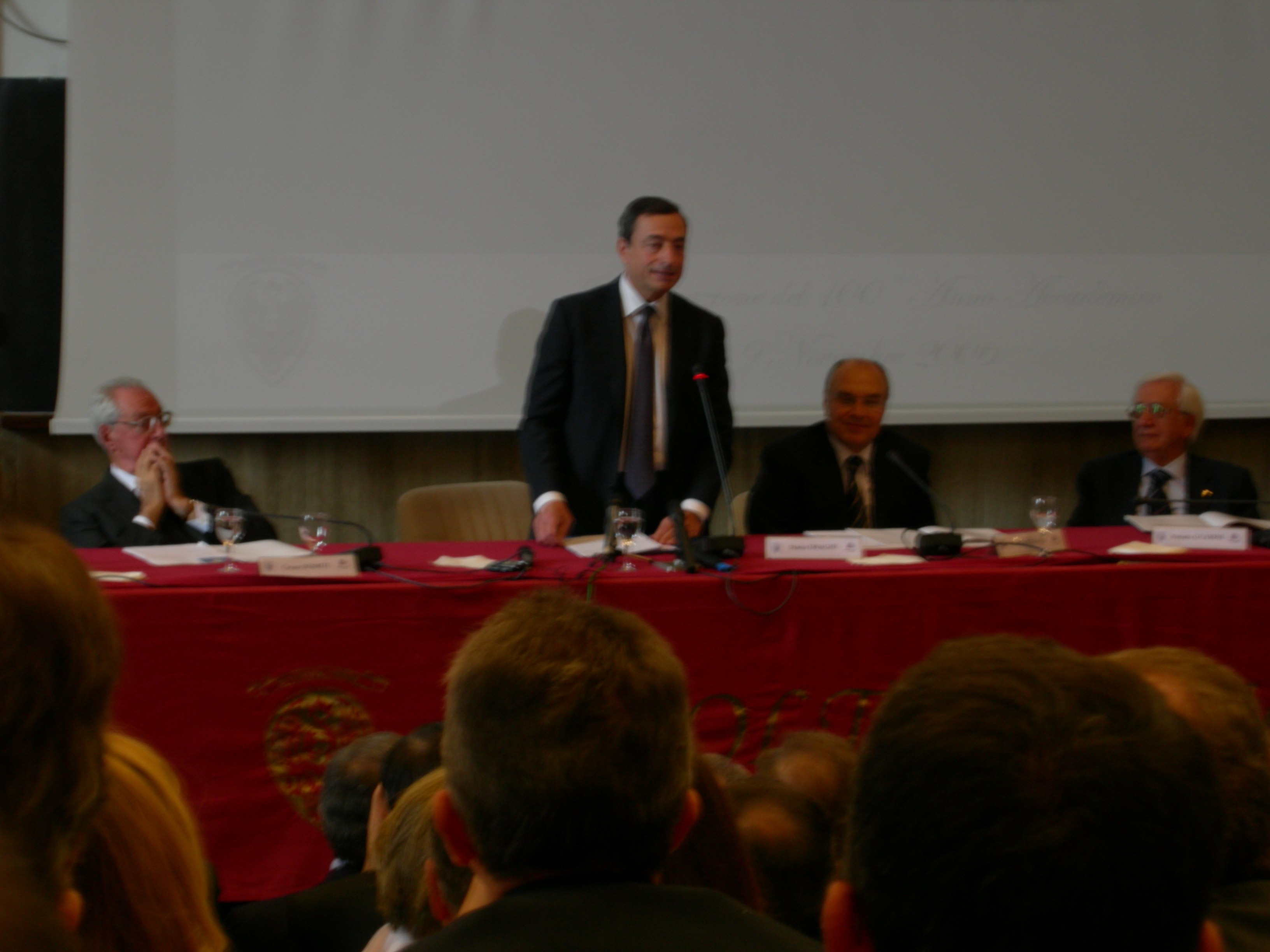
Mario Draghi susținând un curs magistral la Universitatea La Sapienza din Roma, în 2006
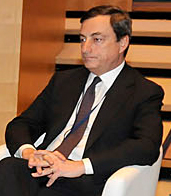
Mario Draghi, la Bonn, în 2009
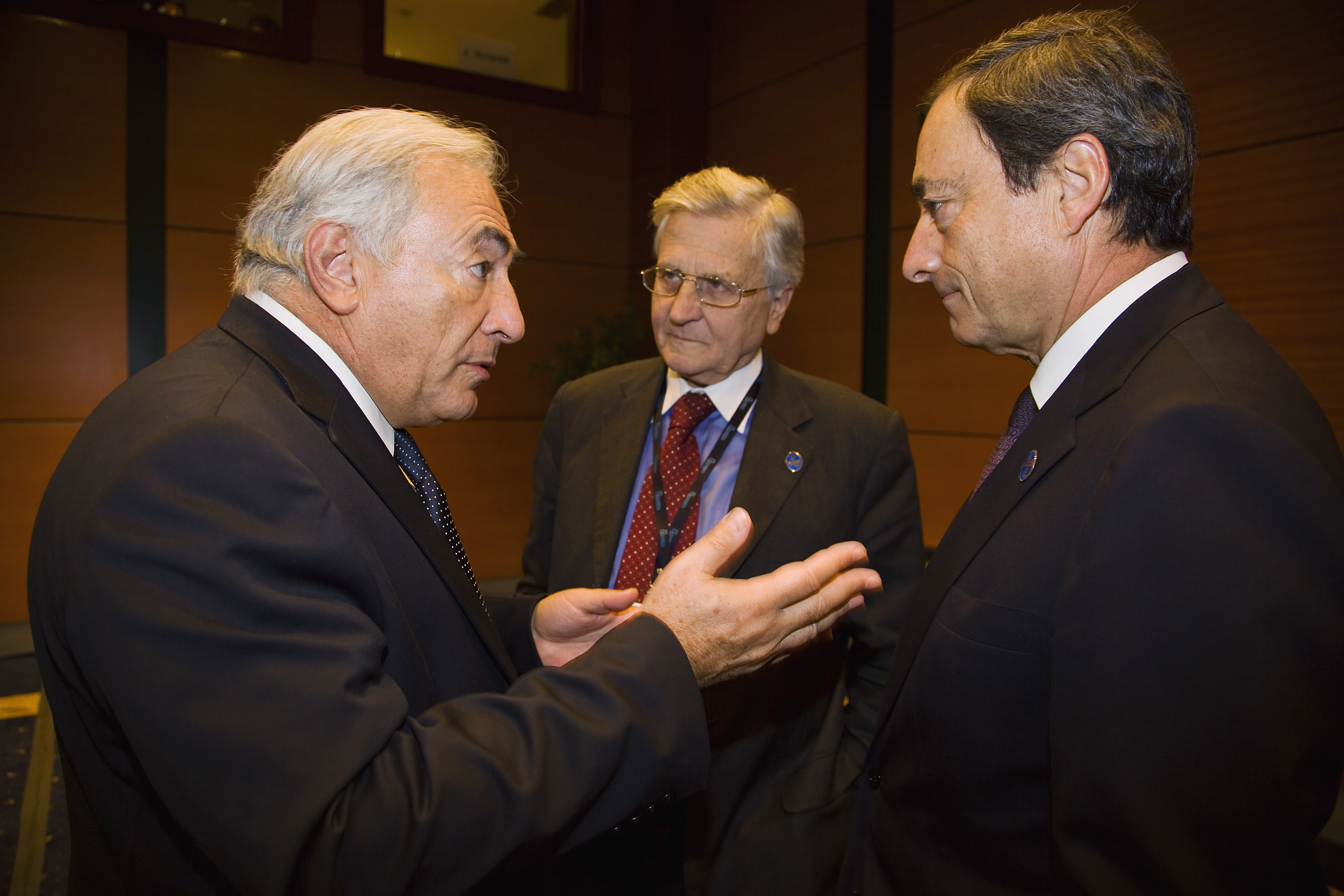
Mario Draghi, împreună cu Dominique Strauss-Kahn (în stânga) și Jean-Claude Trichet (în centrul imaginii)

### Articole conexe
- Banca Centrală Europeană
- Banca Mondială
- Goldman Sachs
- Wim Duisenberg
- Jean-Claude Trichet
- Comitetul executiv al Băncii Centrale Europene
- Uniunea Europeană
- Euro